# Gat, Libija
Gat (arabsko غات) je glavno mesto okrožja Gat v regiji Fezzan na jugozahodu Libije, ki se nahaja vzhodno tik od meji z Alžirijo.

## Zgodovina
V zgodovinskih časih je bil Gat pomembna končna točka na transsaharski trgovski poti in glavno upravno središče v Fezzanu. Bila je trdnjava za Tuareško federalijo Kel Ajjer, katere ozemlje je pokrivalo večino jugozahodne Libije – vključno z Ubari, Sabho in Gadamešem ter jugovzhodno Alžirijo (Džanet in Illizi).
Od 5. stoletja pred našim štetjem do 5. stoletja našega štetja je bil Fezzan dom Garamantinskega cesarstva, mestna država, ki je upravljala transsaharske trgovske poti med Kartažani — in pozneje Rimskim cesarstvom — ter sahelskimi državami Zahodne in Srednje Afrike. V 13. in 14. stoletju so bili deli Fezzana del cesarstva Kanem, medtem ko so otomanski vladarji Severne Afrike uveljavili svoj nadzor nad regijo v 17. stoletju. Gat in njegove prebivalce je zelo podrobno opisal angleški popotnik James Richardson na svojih potovanjih po libijski Sahari v letih 1845–1846.
Leta 1911 je Gat in Fezzan zasedla Italija. Berberski in arabski privrženci militantnega sufijskega verskega reda Sanusija so se upirali zgodnjim italijanskim poskusom osvajanja, italijanski nadzor nad regijo pa je bil negotov vsaj do leta 1923 do vzpona italijanskega fašističnega režima. Za obrambo svojih položajev so Italijani zgradili trdnjavo Gat, ki dominira nad mestom s hriba Koukemen. Ta utrdba še vedno stoji in je turistična atrakcija mesta.
Med drugo svetovno vojno je Gat okupirala Francija od leta 1943 do 21. novembra 1949. Takrat je Generalna skupščina ZN sprejela resolucijo, ki določa, da mora postati Libija neodvisna država do 1. januarja 1952. Provinca Fezzan je takrat postala del Kraljevine Libije.

## Podnebje
Gat ima vroče puščavsko podnebje značilno za Fezzan, libijsko regijo, ki leži v osrčju puščave Sahare. Povprečne visoke temperature presegajo 40 °C med 3 poletnimi meseci (junij, julij, avgust) in povprečne visoke temperature ostanejo nad 20 °C v najhladnejšem mesecu v letu. Zimski dnevi so zelo topli, sončni in suhi. Povprečna letna količina padavin je le 8 mm, kar naredi mesto eno najbolj suhih krajev na zemlji. Nebo je skozi vse leto vedno jasno in svetlo. Kljub temu so se junija 2019 dogodili močni nalivi, ki so v mestu povzročili veliko škodo. Na tisoče prebivalcev je obtičalo, nekaj jih je bilo mrtvih ali pogrešanih.

### Turizem
Gat je pomembna turistična destinacija zaradi obstoja prazgodovinskih skalnih poslikav in gravur v sosednjih gorah Tadrart Acacus in Tassili N'Ajjer, poleg lepote okoliških puščavskih pokrajin. Glavna turistična atrakcija v samem mestu je trdnjava Gat na hribu Koukemen.
Gat ima tudi lokalno letališče.